# Conchita Cintrón

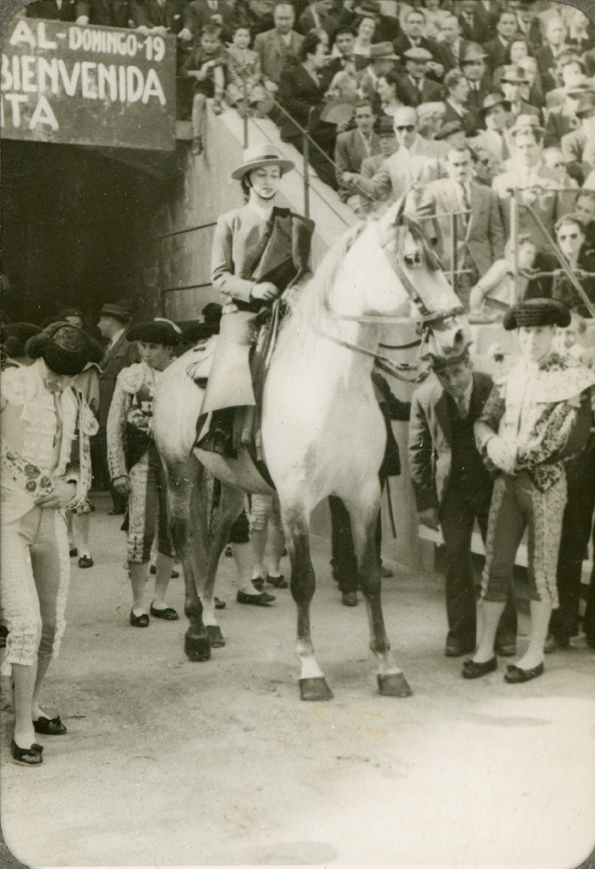
Conchita Cintrón 1948

Concepción Cintrón Verrill, auch bekannt als Conchita Cintrón, La Diosa Rubia (dt. Die blonde Göttin) oder La Diosa de Oro (dt. Die goldene Göttin) (* 9. August 1922 in Antofagasta; † 17. Februar 2009 in Lissabon), war eine peruanisch-portugiesische Stierkämpferin und die wohl berühmteste Stierkämpferin aller Zeiten.

## Leben
Der Vater von Conchita Cintrón war der puerto-ricanische Offizier Francisco Cintrón Ramos, der zweite puerto-ricanische Absolvent, der  die Militärakademie in West Point absolvierte. Ihre Mutter, Loyola Verril, war Amerikanerin irischer Herkunft. Conchita wuchs in Lima auf und erhielt dort die peruanische Staatsbürgerschaft.
In der dortigen Reitschule von Ruy de Camara erwies sie sich als begabte Schülerin. De Camara unterrichtete sie daraufhin in der Kunst des Stierkampfs zu Pferd. 1936 bestritt sie auf der plaza de Acho in Lima ihren ersten öffentlichen Stierkampf. Da sie noch keine vierzehn Jahre alt war, durfte sie den Stier nicht selbst töten. Das Publikum war gleichwohl außer sich, begeistert von ihrer bravourösen Leistung und ihrer strahlenden Schönheit.
Der Mexikaner Chucho Solorzano lehrte sie den Stierkampf zu Fuß. Im Juni 1939 debütierte sie in Mexiko. In kurzer Zeit wurde sie in Mexiko und in ganz Lateinamerika berühmt. Obwohl sie dreimal miterleben musste, wie Mitkämpfer von ihr in der Arena starben, setzte sie ihre Karriere als Stierkämpferin fort. 1940 wurde sie selbst bei einem Stierkampf im mexikanischen Guadalajara schwer verletzt und brach zusammen. Im Sanitätsraum der Stierkampfarena erlangte sie das Bewusstsein wieder, ging hinaus in die Arena, tötete den Stier und fiel erneut in Ohnmacht.
Bis 1943 trat sie auf 211 Corridas auf, gemeinsam mit den berühmten Toreros jener Zeit: Armillita Chico, Luis Procuna und Silverio Pérez. Letzterer erfand den Beinamen, unter dem sie berühmt werden sollte: La Diosa Rubia (Die blonde Göttin). In jenen Jahren tötete sie 401 Stiere.
Unter der Obhut des berühmten Toreros Marcial Lalanda, der in jenen Jahren auch Antonio Ordóñez und die Brüder Manolo und Pepe Luis Vázquez betreute, begann sie 1945 ihre Karriere in Europa. Am 23. April trat sie in der Arena Real Maestranza in Sevilla auf. Im franquistischen Spanien war Frauen der Stierkampf nur zu Pferd erlaubt.
Im Mai 1945 folgte ein Auftritt in der großen Arena von Madrid, der Plaza Las Ventas. Am 3. August 1947 hatte sie in der Arena von Bayonne ihren ersten Auftritt in Frankreich. Dort folgten unter anderem Auftritte in Paris und in Toulouse. 
Ihre Karriere als Stierkämpferin beendete sie im Oktober 1950 in Jaén. Sie heiratete den portugiesischen Unternehmer Francisco de Castelo Branco, ließ sich mit ihm in Lissabon nieder und nahm die portugiesische Staatsangehörigkeit ihres Ehemannes an. Aus der Ehe gingen fünf Kinder hervor.
Conchita Cintrón verfasste eine Autobiografie unter dem Titel Recuerdos (Erinnerungen). Sie starb am 17. Februar 2009 infolge eines Herzstillstands.